# Негри, Адельки
Аде́льки Не́гри (итал. Adelchi Negri, в русскоязычных источниках иногда неправильно «Адельчи Негри»; 16 июля 1876, Перуджа, Королевство Италия — 19 февраля 1912, Павия, Королевство Италия) — итальянский патолог, который обнаружил при бешенстве в определенных структурах головного мозга характерные только для этой болезни патоморфологические образования, которые в дальнейшем назвали тельцами Негри.

## Биография
Родился в семье директора магистерских школ, неаполитанца по происхождению Рафаэле Негри и Эмилии Альмичи. Вслед за частыми переездами отца, семья путешествовала из одного города в другой: Ареццо, Верчелли, Фано, Масса, Катандзаро, Неаполь, проводя свои праздники в Брешии, в Коккайо, на даче матери. Получив в 1894 году почетную лицензию средней школы Арнальдо в Брешии, он переехал в Павию, чтобы поступить в медицинский университет, посещая студенческую лабораторию общей патологии под руководством Камилло Гольджи. Адельки изучал медицину и хирургию в университете Павии до 1900 года, где стал полноценным учеником, а позже помощником профессора Гольджи.
Спустя пять лет он стал преподавателем кафедры общей патологии, а в 1909 году был назначен профессором бактериологии, став таким образом первым официальным преподавателем этой учебной дисциплины в университете Павии. Он стал чрезвычайным профессором в 1910 году.

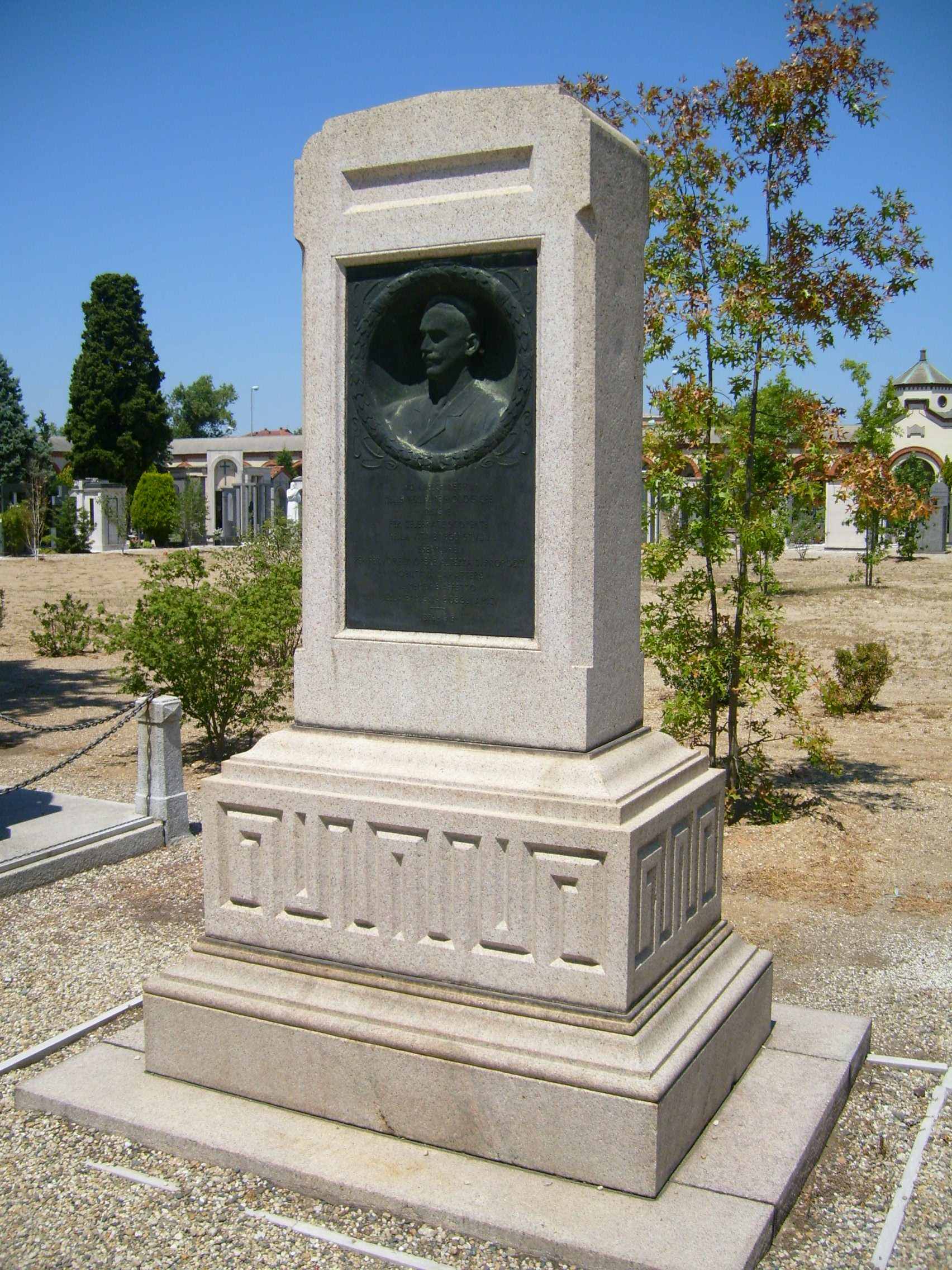
Памятник на могиле Адельки Негри на кладбище в Павии.

Негри провел основательные исследования в области гистологии, гематологии, цитологии, протозоологии и гигиены. Его ранние исследования были посвящены проблемам гематологии («Sulla genesi delle piastrine nei vertebrati ovipari» // Bollettino della Società medico-chirurgica di Pavia, XIV [1899], гг. 21-32; «Nuove osservazioni sulla piccola dei globuli rossi», там же, гг. 109—112; «Über die Persistenz des Kernes in den roten Blutkörperchen erwachsener Säugetiere», // Anatomischen Anzeiger, XVI [1899], 2, гг. 33-38).
Его имя связано с открытием в 1903 году патоморфологических образований — телец при бешенстве, названных в дальнейшем тельцами Негри (Corpi di Negri) в его честь, цитоплазматическими включениями, содержащимися в клетках Пуркинье мозжечка животных и людей, болеющих бешенством. Исследования начались примерно в 1902 году, когда проблемы этиологии бешенства все еще казались далеко нерешенными. Молодой ученый посвятил себя поискам любых типовых невропатологических изменений, начав работать на кроликах, инфицированных вакцинным вирусом, а впоследствии потом перенес исследования на собак, использовав дикий (уличный) вирус. Обнаружив некоторые своеобразные образования внутри нервных клеток, он сформулировал гипотезу, что эти тельца были чужими для клеток. После длинной серии опытов он сообщил о своих результатах, также выдвинув при этом ошибочную гипотезу о том, что этиологический агент бешенства принадлежит к простейшим. Через несколько месяцев Пауль Ремлинже (1871—1964) в Императорском институте бактериологии Константинополя продемонстрировал, что этиологический агент бешенства не был простейшим, а фильтрующимся вирусом. Через несколько месяцев Негри описал технические стандарты, которые следует использовать для диагностических целей. Обнаружение этих телец имело большое практическое применение, что позволяло быстро определить (в течение нескольких часов, в то время как биологический метод длился около двух недель) наличие бешенства у животного, которое совершило укус, а следовательно, немедленно проводить профилактические мероприятия. Метод быстро распространился во все антирабические заведения мира.
Негри продемонстрировал в 1906 году, что возбудитель коровьей оспы также является фильтрующимся вирусом. Проводил исследования шигеллеза во время эпидемии болезни в Павии в 1906 году. В течение последней части своей карьеры он заинтересовался малярией и работал на тем, как искоренить ее в Ломбардии, в частности, отстаивая необходимость проведения мелиоративных мероприятий для этого.
В 1906 году Негри женился на коллеге Лине Луццани, которая преданно ему помогала в его работе, особенно во время ухудшения здоровья. Через шесть лет, в возрасте тридцати пяти, он умер от туберкулеза костей. Похоронен на кладбище Павии рядом со своим учителем Камилло Гольджи, который завещал его похоронить возле ученика, что и было сделано в 1926 году, по смерти Гольджи.